# Agustín Lara

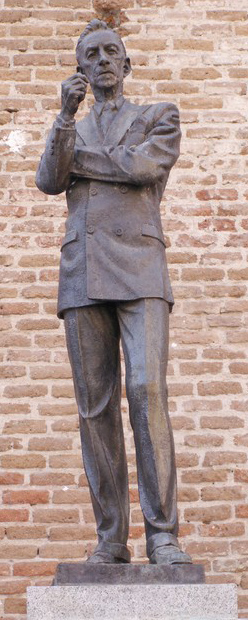
Pomnik Agustína Lary w Madrycie

Agustín Lara, właśc. Ángel Agustín María Carlos Fausto Mariano Alfonso del Sagrado Corazón de Jesús Lara y Aguirre del Pino (ur. 30 października 1897 w Tlacotalpan, zm. 6 listopada 1970 w Meksyku) – meksykański kompozytor.

## Życiorys
Agustín Lara urodził się w Tlacotalpan w stanie Veracruz w Meksyku. Później rodzina Lara musiała przenieść się do stolicy, zakładając swój dom w dzielnicy Coyoacán. Po śmierci matki Agustín i jego rodzeństwo zamieszkali w hospicjum prowadzonym przez ciotkę Refugio Aguirre del Pino. To właśnie tam miał swój pierwszy kontakt z muzyką. Pierwszą kompozycję "Marucha", napisał na cześć jego pierwszej miłości. W 1927 roku pracował już w kabaretach. Później przeniósł się do Puebli, ale wrócił do Meksyku w 1928 roku. W tym samym roku rozpoczął pracę u tenora Juan Arvizu jako kompozytor i akompaniator. We wrześniu 1930 r., Lara rozpoczął karierę radiową. Jednocześnie komponował piosenki do takich filmów jak Santa.
Jego pierwsza trasa koncertowa na Kubie, w 1933 roku, zakończyła się niepowodzeniem z powodu zawirowań politycznych na wyspie. Później, bardziej udane trasy w Ameryce Południowej, jak również nowe kompozycje takie jak „Solamente una vez” (skomponowana w Buenos Aires i dedykowana José Mojica), „Veracruz”, „Tropicana” i „Pecadora” przyczyniły się do wzrostu jego sławy. Od początku 1940 roku Lara był znany w Hiszpanii. W 1965 roku w Hiszpanii caudillo, Francisco Franco, dał mu mieszkanie w Grenadzie, aby pokazać swoje uznanie dla piosenek Lary o tematyce hiszpańskiej, takich jak „Toledo”, „Cuerdas de mi Guitarra”, „Granada”, „Sevilla” i „Madrid”. Otrzymał również wyróżnienia i odznaczenia na całym świecie. W 1968 roku, jego stan zdrowia zaczął się szybko pogarszać; wypadek, w którym złamał miednicę pogorszył ten stan. 6 listopada 1970 r., Agustín Lara zmarł. Pochowany został w La Rotonda de los Hombres Ilustres w Panteón Civil de Dolores w Meksyku. Do śmierci Lara napisał ponad 700 piosenek.